# 黎林
黎林（1966年3月—），男，江苏溧阳人，生於福建三明，中华人民共和国外交官，曾任中华人民共和国驻达沃总领事。现任福建省人民政府外事办公室党组书记、主任，福建省人民政府港澳事务办公室主任，福建省人民对外友好协会会长

## 生平
1985年，在福建师范大学任教。1995年，在福建省人民政府外事办公室任职。2015年，任福建省人民对外友好协会专职副会长。2017年，任福建省人民政府外事办公室副主任。2018年3月，出任中华人民共和国驻达沃总领事。2023年3月，自驻达沃总领事离任。

## 家庭
已婚，有一女。